# بحيرة ريتبا
بحيرة ريتبا، بالإنجليزية Lake Retba بالفرنسية Lac Rose (وتعني البحيرة الوردية) تقع في شمال شبه جزيرة الرأس الأخضر وشمال شرق العاصمة داكار في دولة السنغال. في شمال غرب أفريقيا.
سبب تسميتها يعود لمياهها وردية اللون، والناتجة عن طحلب Dunaliella salina والذي ينتج صبغة حمراء لزيادة امتصاص الضوء والذي يوفر الطاقة اللازمة لتصنيع مركب ATP الغني بالطاقة، ويظهر اللون الوردي جلياً في موسم الجفاف.
تحتوي البحيرة على نسبة كبيرة من الملح، لذا؛ مثلها كالبحر الميت يسهل طفو الأشخاص في مياهها بسبب ملوحتها. هناك نشاط قائم على جمع الملح منها حيث يصل الملح إلى 40% من محتواها في بعض الأجزاء.
يقوم بجمع الملح عمال بشكل يدوي عبر النزول إلى البحيرة واستخراج الملح من البحيرة، ولتفادي أثر المياه ذات الملوحة الشديدة يقوم العمّال بدهن أجسادهم بزبدة الشيا ذات القوام الدهني المرطب والتي تستخرج من بذور شجرة الشيا المنتشرة في وسط أفريقيا.
يجرى النظر من قِبَل لجنة التراث العالمي لإدراج البحيرة ضمن مواقع التراث العالمي.